# Neoplocaederus nitidipennis
Neoplocaederus nitidipennis es una especie de escarabajo longicornio del género Neoplocaederus, tribu Cerambycini, subfamilia Cerambycinae. Fue descrita científicamente por Chevrolat en 1858.

## Descripción
Mide 23 milímetros de longitud.

## Distribución
Se distribuye por Gabón, Nigeria y Sierra Leona.